# Gallus gallus
El gallo salvaje rojo (Gallus gallus), también conocido en el pasado como gallo bankiva, es una especie tropical de la familia Phasianidae nativa del sudeste asiático. El gallo salvaje rojo es el origen principal de la mayoría de las diferentes razas de gallo doméstico (Gallus gallus domesticus) con algo de hibridación del gallo salvaje gris. El gallo silvestre fue domesticado hace, al menos, siete mil años en Asia y posteriormente introducido en todo el mundo. La variedad doméstica se cría globalmente como fuente de carne y huevos.

## Descripción

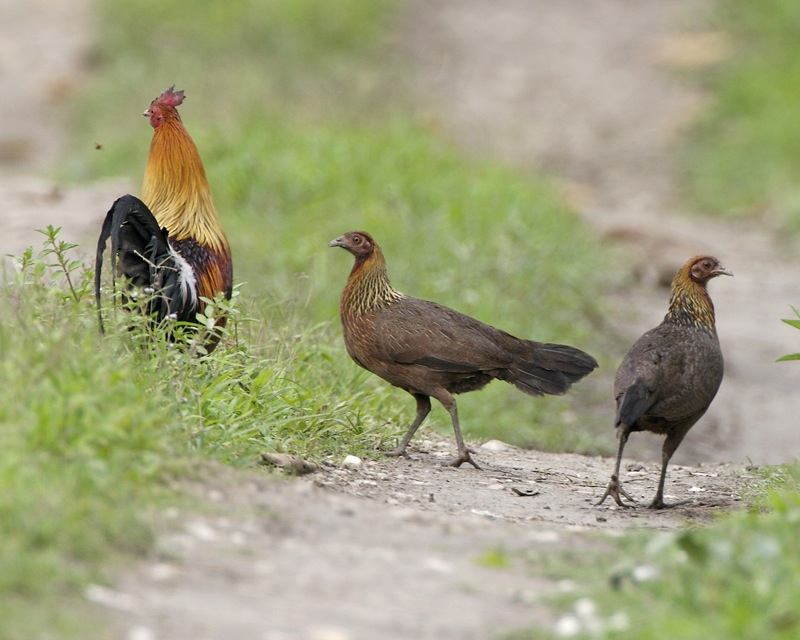
Un macho (izquierda) y dos hembras de G. salvaje rojo en el parque nacional Kaziranga en Assam, India.

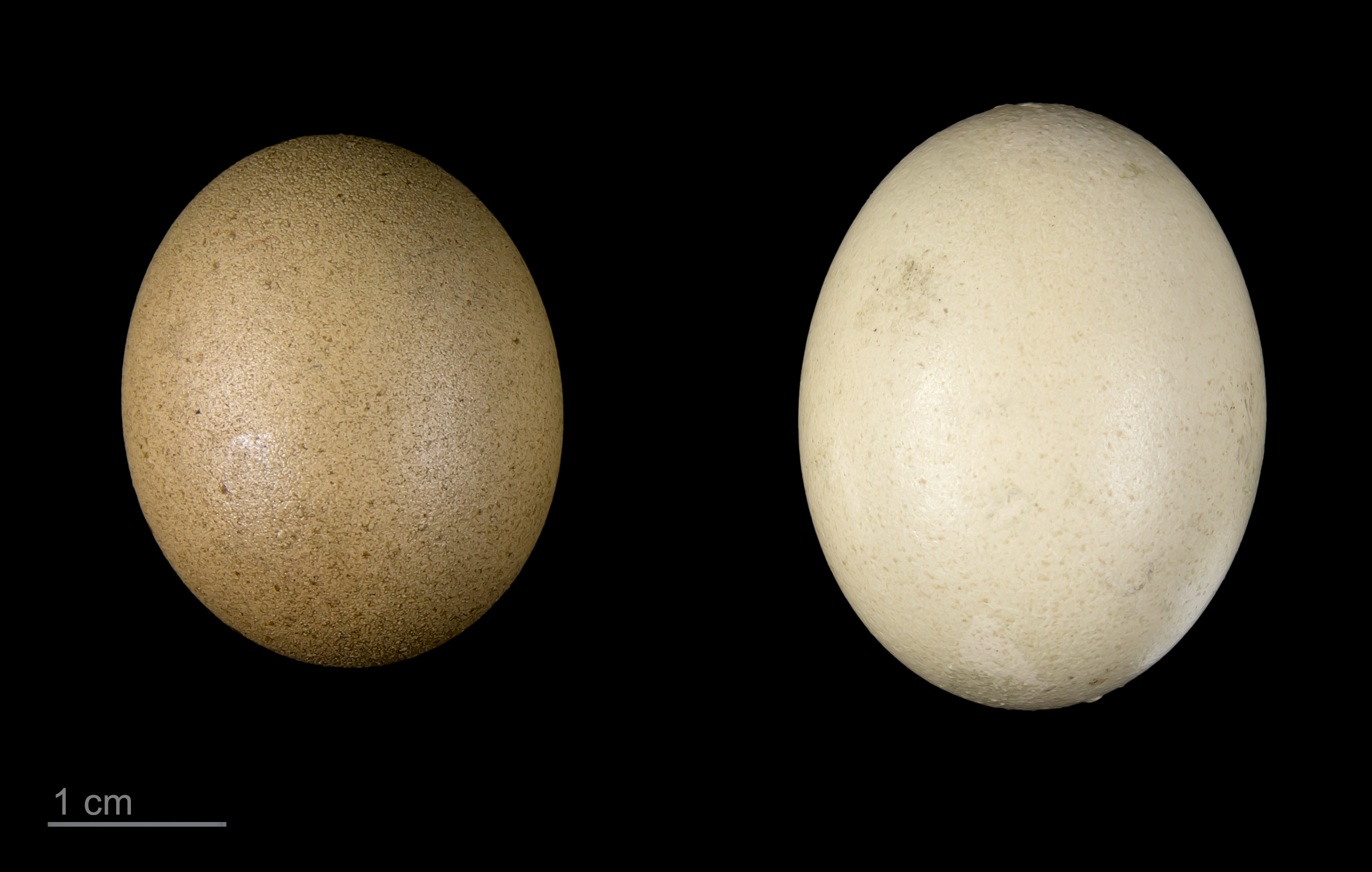
Gallus gallus - MHNT

Los gallos y gallinas silvestres presentan un gran dimorfismo sexual. Los machos son de mayor tamaño, miden alrededor de 70 cm de largo frente a las hembras que miden 63,5 cm. Presentan carúnculas rojas en todo su rostro, con una gran cresta en lo alto de la cabeza y dos colgantes en la base del pico también rojas, pero la cresta que cuelga bajo sus oídos, denominada orejilla, puede ser roja o blanca. El resto de su cabeza y cuello están cubiertos por plumaje fino y rubio dorado que se va haciendo más claro en la parte inferior del cuello, pecho y parte superior del manto. También tiene plumas finas y alargadas de color rubio o canela anaranjado que cuelgan en los laterales de la espalda. Sus hombros son granates y la base de su cola blanca. El resto de su plumaje es de color negruzco, con iridiscencias verdes y azules, y broncíneas en las primarias. Su cola es muy larga y sus plumas centrales están arqueadas. El plumaje de la hembra es críptico como es típico en la familia, de tonos pardos con veteado negro y blanquecino, con tonos rubios en el cuello. Su cola es más corta y de tonos negruzcos. Las hembras aunque también tienen carúnculas faciales rojizas, solo tienen crestas vestigiales en el píleo y carecen de crestas colgantes en la base del pico. Las patas de ambos sexos son grisáceas. aunque las de los machos presentan espolones.
Durante la época de cría los machos anuncian su presencia con el típico kikiriki, aunque más corto que el de los gallos domésticos, y se corta repentinamente en el final. Sirve tanto para atraer a parejas potenciales como para mantener alejados al resto de machos de su territorio. Además ambos sexos emiten cacareos complejos.

## Taxonomía y distribución
La especie del gallo y la gallina fue descrita científicamente por Carlos Linneo en 1758 en la décima edición de su obra Systema naturae, con el nombre binomial de Phasinus gallus, que en latín significa «faisán gallo». Dos años más tarde la especie fue trasladada al género Gallus, creado por Mathurin Jacques Brisson, quedando con el nombre científico actual Gallus gallus.
Se conocen seis subespecies:
- Gallus gallus bankiva - ocupa el sur de Sumatra, Java y Bali;
- Gallus gallus gallus - se extiende por desde el norte de Indochina hasta el este de Tailandia;
- Gallus gallus jabouillei - presente del norte de Vietnam al sur de China (Yunnan suroriental, Guangxi y Hainan);
- Gallus gallus murghi - presente en el norte de la India y la región adyacente de Nepal y Bangladés;
- Gallus gallus spadiceus - se encuentra en Birmania hasta el suroeste de Yunnan, la península malaya y norte de Sumatra.
- Gallus gallus domesticus - subespecie doméstica.

## Comportamiento

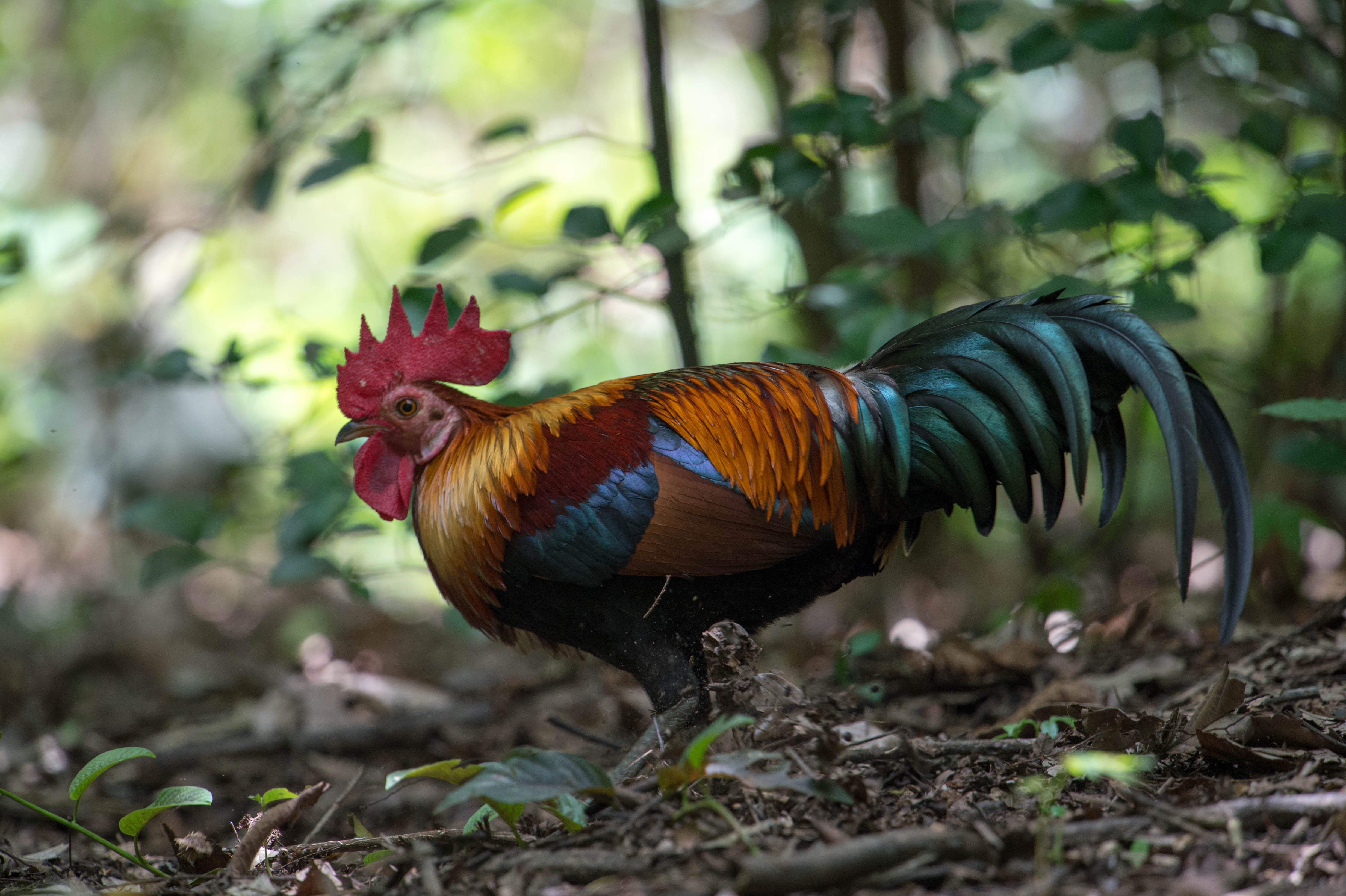
Macho de G. salvaje rojo en el parque nacional Kaeng Krachan, Tailandia.

Es una especie gregaria que vive en pequeños grupos jerárquicos de entre dieciséis y cuarenta ejemplares que se desplazan por la selva. Son aves de hábitos diurnos y terrestres que limitan su vuelo para alcanzar los árboles cuando llega el ocaso para dormir, y para escapar del ataque inminente de los depredadores. En cualquier caso sus vuelos son de corta distancia. Los miembros del grupo se comunican entre sí mediante treinta tipos de cacareos diferentes. Sus llamadas de alarma tienen distinta estructura si avisan de depredadores aéreos o terrestres, lo que ayuda a los demás miembros del grupo a reaccionar.
Son omnívoros que se alimentan de insectos, lombrices, semillas, brotes de plantas y frutos, incluidos los de los cultivos como los frutos de las palmeras aceiteras. Pasan más de la mitad del día buscando alimento. Suelen picotear por el suelo y escarbar en busca de lombrices e insectos. Tienen una buena percepción auditiva y visual en un contorno de entre 4 cm y 50 m. Además estas aves están dotadas con un gran sentido del tacto en sus patas. Suelen tomar baños de arena y polvo para limpiar su plumaje y deshacerse de los parásitos.
Suelen criar dos nidadas al año, compuestas de seis a doce huevos, de unos 35 g. La gallina incuba los huevos de diecinueve a veinte días en un agujero somero recubierto de hierba que utiliza como un nido. Sus polluelos son precoces y siguen a su madre al poco de nacer. El gallo protege y alerta al grupo de la presencia de depredadores, como las rapaces. En cuanto escuchan la alarma los polluelos se ocultan en la maleza. Sin embargo solo uno de cada cuatro consigue superar el año de vida. Una vez superada esta edad crítica los gallos y gallinas pueden alcanzar los quince años de edad.

### Apareamiento y cría

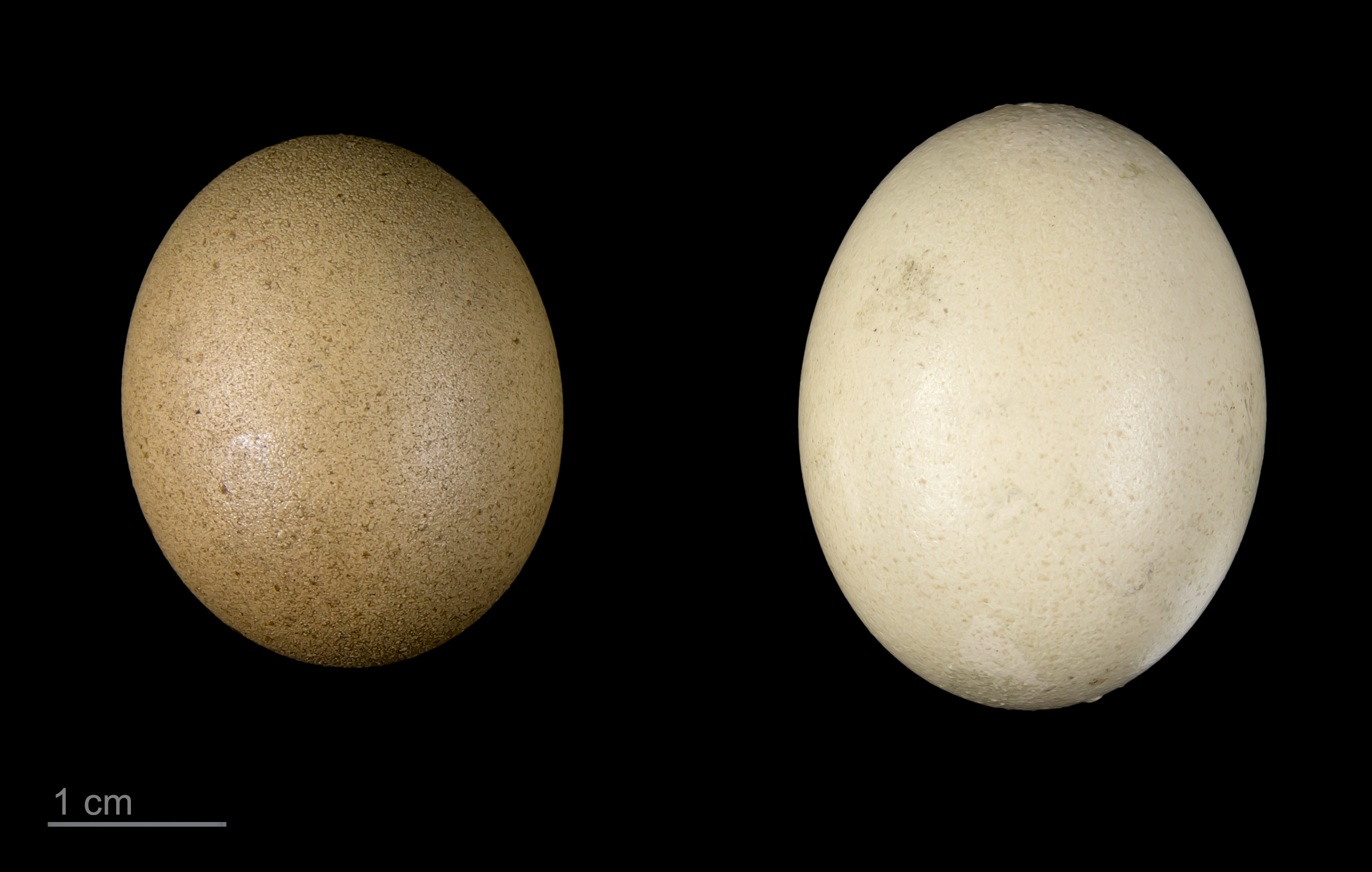
Un huevo pequeño y casi redondo de gallo selvático (izquierda) y otro más grande y pálido de gallina (derecha), Gallus gallus - MHNT

Los machos realizan una exhibición relacionada con la comida que llevan a cabo cuando encuentran comida en presencia de una hembra. La exhibición se compone de reclamos, cacareos y movimientos llamativos de la cabeza y el cuello. Durante la actuación, el macho recoge y deja caer repetidamente el alimento con el pico. La exhibición suele terminar cuando la gallina coge el alimento del suelo o directamente del pico del macho. A veces acaban apareándose.
En muchas zonas, las aves selváticas rojas se reproducen durante la estación seca del año, normalmente en invierno o primavera. Esto ocurre en partes de la India, Nepal, Tailandia, Vietnam y Laos. Sin embargo, se ha documentado la reproducción durante todo el año en plantaciones de aceite de palma en Malasia y también puede ocurrir en otros lugares. Durante el periodo de puesta, las hembras ponen un huevo cada día. Los huevos tardan veintiún días en desarrollarse. Los polluelos salen del nido en unas cuatro o cinco semanas, y a las doce semanas son expulsados del grupo por su madre, momento en el que comienzan un nuevo grupo o se unen a uno ya existente. La madurez sexual se alcanza a los cinco meses, aunque las hembras tardan algo más que los machos.
Los machos dominantes intentan mantener el acceso reproductivo exclusivo a las hembras, aunque las hembras eligieron aparearse con machos subordinados alrededor del 40% de las veces en un rebaño salvaje en libertad en San Diego, California.

## Domesticación
La domesticación se produjo al menos hace siete mil cuatrocientos años a partir de un grupo del área natural de los gallos bankiva y que se difundió en oleadas tanto al este como al oeste. Los primeros restos arqueológicos indiscutidos de pollos domésticos corresponden a unos huesos de aproximadamente 5400 a. C. asociados a un yacimiento en Chishan, en la provincia china de Hebei. En la región del Ganges, en la India, los gallos bankiva eran usados por los humanos ya hace siete mil años. En cambio, no se han identificado pollos domésticos más antiguos de cuatro mil años en el valle del Indo, aunque todavía se debate la antigüedad de los pollos encontrados en las excavaciones de Mohenjodaro. Es muy probable que los primeros gallos y gallinas llegaran a occidente a través de la ruta de la seda. Aproximadamente en el 2000 a. C. llegaron a oriente medio. En 1500 a. C. los pollos habían llegado a Egipto. Enseguida se extendieron por el Mediterráneo, llegando a Grecia y Roma. A la remota península ibérica fueron llevados por los fenicios. En este momento ya se consumía su carne y sus huevos, y además se usaba como ofenda ritual en los cultos religiosos. Aproximadamente a partir del 600 a. C. los pollos fueron llevados más allá de los Alpes y se extendieron por el resto de Europa.
En julio de 2012 el equipo de Alice Storey publicó un estudio genético que tenía como objetivo estudiar el origen y la dispersión de los pollos domésticos. Se tomaron muestras de ADN mitocondrial de huesos antiguos recuperados de Europa, Tailandia, el Pacífico y Chile, y de los yacimientos coloniales españoles de Florida y la República Dominicana, con muestras europeas procedentes de hace mil años y del Pacífico de hace tres mil años. El estudio genético concluye que los pollos domésticos empezaron a exportarse fuera de su región nativa de Asia hace más de tres mil años, y se diseminaron tanto hacia el este, en dirección a Europa, como hacia el oeste en dirección a la Polinesia. Aunque generalmente no se producen híbridos fértiles del gallo bankiva con los otros tres miembros del género, el gallo de Ceilán (G. lafayetii), el gallo gris (G. sonneratii) y el gallo de Java (G. varius), lo que podría indicar un único ancestro de los pollos domésticos, una investigación reciente ha constatado la ausencia del gen de la piel amarilla, que se encuentra en los pollos domésticos, en los gallos bankiva silvestres lo que indicaría hibridación con el gallo gris durante su domesticación.

## Estado de conservación
Se cree que los linajes puros de gallo bankiva silvestre están en serio peligro de extinción debido a la hibridación con los pollos domésticos que corrientemente están sueltos en los límites de los bosques.